# Tour du Danemark 2006
Le Tour du Danemark 2006 est la 16e édition de cette course cycliste sur route masculine. La compétition a lieu du 2 au 6 août 2006 au Danemark. La course fait partie de l'UCI Europe Tour 2006, le second calendrier le plus important du cyclisme sur route. Tracée entre Frederikshavn et Frederiksberg, l'épreuve est composée de six étapes, cinq en ligne et un contre-la-montre individuel.
La victoire au général revient au Suisse Fabian Cancellara (CSC), qui s'impose après sa déception du Tour de France où il ne fut pas sélectionné, devant son coéquipier l'Australien Stuart O'Grady et l'Allemand Thomas Ziegler (T-Mobile). Le classement par points est remporté par O'Grady et le classement de la montagne par le Néerlandais Aart Vierhouten (Skil-Shimano). Cancellara obtient le maillot du meilleur jeune, tandis que l'équipe Danoise CSC s'assure la victoire au classement par équipes.

## Présentation

### Equipes
Le Tour du Danemark 2006 fait partie de l'UCI Europe Tour. On retrouve un total de 5 UCI Proteams, sept équipes continentales, cinq équipes continentales auxquelles il faut ajouter une équipe nationale, celle du Danemark.
| ProTeams (5)- CSC - T-Mobile - Liquigas - Davitamon-Lotto - Gerolsteiner Équipes continentales professionnelles (7)- Unibet.com - Ceramica Panaria-Navigare - Barloworld - Chocolade Jacques-Topsport Vlaanderen - Intel-Action - LPR - Skil-Shimano Équipes continentales (2)- GLS - Glud & Marstrand Horsens Équipe nationale- Danemark Unknown team category- ColoQuick |
| |

## Étapes
| Étape     | Date   | Villes étapes             | type                        | Distance (km) | Vainqueur d'étape | Leader du classement général |
| --------- | ------ | ------------------------- | --------------------------- | ------------- | ----------------- | ---------------------------- |
| 1re étape | 2 août | Frederikshavn – Viborg    | étape de plaine             | 215           | Aitor Galdós      | Aitor Galdós                 |
| 2e étape  | 3 août | Aalestrup – Vejle         | étape de plaine             | 185           | Fabian Cancellara | Fabian Cancellara            |
| 3e étape  | 4 août | Kolding – Odense          | étape de plaine             | 203,7         | Robert Förster    | Stuart O'Grady               |
| 4e étape  | 5 août | Sorø – Hillerød           | étape de plaine             | 100           | Olaf Pollack      | Stuart O'Grady               |
| 5e étape  | 5 août | Elseneur – Elseneur       | contre-la-montre individuel | 14            | Fabian Cancellara | Fabian Cancellara            |
| 6e étape  | 6 août | Gilleleje – Frederiksberg | étape de plaine             | 156           | Robert Förster    | Fabian Cancellara            |

## Déroulement de la course

### 1reétape
La première étape s'est déroulée le 2 août 2006 entre les villes de Frederikshavn et de Viborg, sur une distance de 215 km. Elle a été remportée par l'Espagnol Aitor Galdós (Ceramica Panaria-Navigare) qui s'impose devant ses deux compagnons d'échappée, l'Autrichien René Haselbacher (Gerolsteiner) et l'Australien Stuart O'Grady (CSC). Galdós s'empare également du maillot jaune de leader du classement général.
| \| Classement de l'étape \| Classement de l'étape \| Classement de l'étape \| Classement de l'étape \| Classement de l'étape \| \| Coureur \| Coureur \| Pays \| Équipe \| Temps \| \| --------------------- \| --------------------- \| --------------------- \| ------------------------- \| --------------------- \| \| 1er \| Aitor Galdós \| Espagne \| Ceramica Panaria-Navigare \| 4 h 44 min 08 s \| \| 2e \| René Haselbacher \| Autriche \| Gerolsteiner \| + 0 s \| \| 3e \| Stuart O'Grady \| Australie \| CSC \| + 0 s \| \| 4e \| Manuel Quinziato \| Italie \| Liquigas \| + 10 s \| \| 5e \| Maximiliano Richeze \| Argentine \| Ceramica Panaria-Navigare \| + 18 s \| \| 6e \| Baden Cooke \| Australie \| Unibet.com \| + 18 s \| \| 7e \| Robert Förster \| Allemagne \| Gerolsteiner \| + 18 s \| \| 8e \| Giosuè Bonomi \| Italie \| Barloworld \| + 18 s \| \| 9e \| Bobbie Traksel \| Pays-Bas \| Unibet.com \| + 18 s \| \| 10e \| Kenny van Hummel \| Pays-Bas \| Skil-Shimano \| + 18 s \| |                     |           |                           |                 |
| |                     |           |                           |                 |
| |                     |           |                           |                 |
| Classement de l'étape |                     |           |                           |                 |
| Coureur | Coureur             | Pays      | Équipe                    | Temps           |
| 1er | Aitor Galdós        | Espagne   | Ceramica Panaria-Navigare | 4 h 44 min 08 s |
| 2e | René Haselbacher    | Autriche  | Gerolsteiner              | + 0 s           |
| 3e | Stuart O'Grady      | Australie | CSC                       | + 0 s           |
| 4e | Manuel Quinziato    | Italie    | Liquigas                  | + 10 s          |
| 5e | Maximiliano Richeze | Argentine | Ceramica Panaria-Navigare | + 18 s          |
| 6e | Baden Cooke         | Australie | Unibet.com                | + 18 s          |
| 7e | Robert Förster      | Allemagne | Gerolsteiner              | + 18 s          |
| 8e | Giosuè Bonomi       | Italie    | Barloworld                | + 18 s          |
| 9e | Bobbie Traksel      | Pays-Bas  | Unibet.com                | + 18 s          |
| 10e | Kenny van Hummel    | Pays-Bas  | Skil-Shimano              | + 18 s          |

| \| Classement général \| Classement général \| Classement général \| Classement général \| Classement général \| \| Coureur \| Coureur \| Pays \| Équipe \| Temps \| \| ------------------ \| ------------------- \| ------------------ \| ------------------------- \| ------------------ \| \| 1er \| Aitor Galdós \| Espagne \| Ceramica Panaria-Navigare \| 4 h 43 min 58 s \| \| 2e \| René Haselbacher \| Autriche \| Gerolsteiner \| + 4 s \| \| 3e \| Stuart O'Grady \| Australie \| CSC \| + 6 s \| \| 4e \| Manuel Quinziato \| Italie \| Liquigas \| + 20 s \| \| 5e \| Aart Vierhouten \| Pays-Bas \| Skil-Shimano \| + 25 s \| \| 6e \| Alex Rasmussen \| Danemark \| Danemark \| + 25 s \| \| 7e \| Igor Astarloa \| Espagne \| Barloworld \| + 26 s \| \| 8e \| Vincenzo Nibali \| Italie \| Liquigas \| + 26 s \| \| 9e \| Matti Breschel \| Danemark \| CSC \| + 27 s \| \| 10e \| Maximiliano Richeze \| Argentine \| Ceramica Panaria-Navigare \| + 28 s \| |                     |           |                           |                 |
| |                     |           |                           |                 |
| |                     |           |                           |                 |
| Classement général |                     |           |                           |                 |
| Coureur | Coureur             | Pays      | Équipe                    | Temps           |
| 1er | Aitor Galdós        | Espagne   | Ceramica Panaria-Navigare | 4 h 43 min 58 s |
| 2e | René Haselbacher    | Autriche  | Gerolsteiner              | + 4 s           |
| 3e | Stuart O'Grady      | Australie | CSC                       | + 6 s           |
| 4e | Manuel Quinziato    | Italie    | Liquigas                  | + 20 s          |
| 5e | Aart Vierhouten     | Pays-Bas  | Skil-Shimano              | + 25 s          |
| 6e | Alex Rasmussen      | Danemark  | Danemark                  | + 25 s          |
| 7e | Igor Astarloa       | Espagne   | Barloworld                | + 26 s          |
| 8e | Vincenzo Nibali     | Italie    | Liquigas                  | + 26 s          |
| 9e | Matti Breschel      | Danemark  | CSC                       | + 27 s          |
| 10e | Maximiliano Richeze | Argentine | Ceramica Panaria-Navigare | + 28 s          |

### 2eétape
La deuxième étape s'est déroulée le 3 août 2006 entre les villes de Aalestrup et de Vejle, sur une distance de 185 km. C'est le Suisse Fabian Cancellara (CSC) qui s'impose en solitaire, 21 secondes devant son coéquipier l'Australien Stuart O'Grady et l'Allemand Thomas Ziegler (T-Mobile). Il s'empare à cette occasion également du maillot jaune de leader du classement général au détriment d'Aitor Galdós (Ceramica Panaria-Navigare), relégué à la troisième place.
| \| Classement de l'étape \| Classement de l'étape \| Classement de l'étape \| Classement de l'étape \| Classement de l'étape \| \| Coureur \| Coureur \| Pays \| Équipe \| Temps \| \| --------------------- \| --------------------- \| --------------------- \| ------------------------- \| --------------------- \| \| 1er \| Fabian Cancellara \| Suisse \| CSC \| 4 h 16 min 34 s \| \| 2e \| Stuart O'Grady \| Australie \| CSC \| + 21 s \| \| 3e \| Thomas Ziegler \| Allemagne \| T-Mobile \| + 21 s \| \| 4e \| Cadel Evans \| Australie \| Davitamon-Lotto \| + 23 s \| \| 5e \| Baden Cooke \| Australie \| Unibet.com \| + 23 s \| \| 6e \| Aitor Galdós \| Espagne \| Ceramica Panaria-Navigare \| + 25 s \| \| 7e \| Preben Van Hecke \| Belgique \| Davitamon-Lotto \| + 27 s \| \| 8e \| Kurt Asle Arvesen \| Norvège \| CSC \| + 27 s \| \| 9e \| Manuel Quinziato \| Italie \| Liquigas \| + 27 s \| \| 10e \| Chris Anker Sørensen \| Danemark \| Designa Køkken \| + 27 s \| |                      |           |                           |                 |
| |                      |           |                           |                 |
| |                      |           |                           |                 |
| Classement de l'étape |                      |           |                           |                 |
| Coureur | Coureur              | Pays      | Équipe                    | Temps           |
| 1er | Fabian Cancellara    | Suisse    | CSC                       | 4 h 16 min 34 s |
| 2e | Stuart O'Grady       | Australie | CSC                       | + 21 s          |
| 3e | Thomas Ziegler       | Allemagne | T-Mobile                  | + 21 s          |
| 4e | Cadel Evans          | Australie | Davitamon-Lotto           | + 23 s          |
| 5e | Baden Cooke          | Australie | Unibet.com                | + 23 s          |
| 6e | Aitor Galdós         | Espagne   | Ceramica Panaria-Navigare | + 25 s          |
| 7e | Preben Van Hecke     | Belgique  | Davitamon-Lotto           | + 27 s          |
| 8e | Kurt Asle Arvesen    | Norvège   | CSC                       | + 27 s          |
| 9e | Manuel Quinziato     | Italie    | Liquigas                  | + 27 s          |
| 10e | Chris Anker Sørensen | Danemark  | Designa Køkken            | + 27 s          |

| \| Classement général \| Classement général \| Classement général \| Classement général \| Classement général \| \| Coureur \| Coureur \| Pays \| Équipe \| Temps \| \| ------------------ \| ------------------ \| ------------------ \| ------------------------- \| ------------------ \| \| 1er \| Fabian Cancellara \| Suisse \| CSC \| 9 h 00 min 50 s \| \| 2e \| Stuart O'Grady \| Australie \| CSC \| + 3 s \| \| 3e \| Aitor Galdós \| Espagne \| Ceramica Panaria-Navigare \| + 7 s \| \| 4e \| René Haselbacher \| Autriche \| Gerolsteiner \| + 13 s \| \| 5e \| Thomas Ziegler \| Allemagne \| T-Mobile \| + 27 s \| \| 6e \| Manuel Quinziato \| Italie \| Liquigas \| + 29 s \| \| 7e \| Baden Cooke \| Australie \| Unibet.com \| + 33 s \| \| 8e \| Cadel Evans \| Australie \| Davitamon-Lotto \| + 33 s \| \| 9e \| Kurt Asle Arvesen \| Norvège \| CSC \| + 37 s \| \| 10e \| Preben Van Hecke \| Belgique \| Davitamon-Lotto \| + 37 s \| |                   |           |                           |                 |
| |                   |           |                           |                 |
| |                   |           |                           |                 |
| Classement général |                   |           |                           |                 |
| Coureur | Coureur           | Pays      | Équipe                    | Temps           |
| 1er | Fabian Cancellara | Suisse    | CSC                       | 9 h 00 min 50 s |
| 2e | Stuart O'Grady    | Australie | CSC                       | + 3 s           |
| 3e | Aitor Galdós      | Espagne   | Ceramica Panaria-Navigare | + 7 s           |
| 4e | René Haselbacher  | Autriche  | Gerolsteiner              | + 13 s          |
| 5e | Thomas Ziegler    | Allemagne | T-Mobile                  | + 27 s          |
| 6e | Manuel Quinziato  | Italie    | Liquigas                  | + 29 s          |
| 7e | Baden Cooke       | Australie | Unibet.com                | + 33 s          |
| 8e | Cadel Evans       | Australie | Davitamon-Lotto           | + 33 s          |
| 9e | Kurt Asle Arvesen | Norvège   | CSC                       | + 37 s          |
| 10e | Preben Van Hecke  | Belgique  | Davitamon-Lotto           | + 37 s          |

### 3eétape
La troisième étape s'est déroulée le 4 août 2006 entre les villes de Kolding et celle d'Odense, sur une distance de 205 km. L'Allemand Robert Förster (Gerolsteiner) s'impose au sprint devant l'Australien Stuart O'Grady (CSC) et le Danois Alex Rasmussen (Danemark). O'Grady profite des bonifications pour s'emparer du maillot jaune de leader au détriment de son coéquipier le Suisse Fabian Cancellara qui reste deuxième.
| \| Classement de l'étape \| Classement de l'étape \| Classement de l'étape \| Classement de l'étape \| Classement de l'étape \| \| Coureur \| Coureur \| Pays \| Équipe \| Temps \| \| --------------------- \| --------------------- \| --------------------- \| ------------------------- \| --------------------- \| \| 1er \| Robert Förster \| Allemagne \| Gerolsteiner \| 4 h 40 min 41 s \| \| 2e \| Stuart O'Grady \| Australie \| CSC \| + 0 s \| \| 3e \| Alex Rasmussen \| Danemark \| Danemark \| + 0 s \| \| 4e \| Aart Vierhouten \| Pays-Bas \| Skil-Shimano \| + 0 s \| \| 5e \| Maximiliano Richeze \| Argentine \| Ceramica Panaria-Navigare \| + 0 s \| \| 6e \| Magnus Bäckstedt \| Suède \| Liquigas \| + 0 s \| \| 7e \| Baden Cooke \| Australie \| Unibet.com \| + 0 s \| \| 8e \| Manuel Quinziato \| Italie \| Liquigas \| + 0 s \| \| 9e \| Giosuè Bonomi \| Italie \| Barloworld \| + 0 s \| \| 10e \| Tiziano Dall'Antonia \| Italie \| Ceramica Panaria-Navigare \| + 0 s \| |                      |           |                           |                 |
| |                      |           |                           |                 |
| |                      |           |                           |                 |
| Classement de l'étape |                      |           |                           |                 |
| Coureur | Coureur              | Pays      | Équipe                    | Temps           |
| 1er | Robert Förster       | Allemagne | Gerolsteiner              | 4 h 40 min 41 s |
| 2e | Stuart O'Grady       | Australie | CSC                       | + 0 s           |
| 3e | Alex Rasmussen       | Danemark  | Danemark                  | + 0 s           |
| 4e | Aart Vierhouten      | Pays-Bas  | Skil-Shimano              | + 0 s           |
| 5e | Maximiliano Richeze  | Argentine | Ceramica Panaria-Navigare | + 0 s           |
| 6e | Magnus Bäckstedt     | Suède     | Liquigas                  | + 0 s           |
| 7e | Baden Cooke          | Australie | Unibet.com                | + 0 s           |
| 8e | Manuel Quinziato     | Italie    | Liquigas                  | + 0 s           |
| 9e | Giosuè Bonomi        | Italie    | Barloworld                | + 0 s           |
| 10e | Tiziano Dall'Antonia | Italie    | Ceramica Panaria-Navigare | + 0 s           |

| \| Classement général \| Classement général \| Classement général \| Classement général \| Classement général \| \| Coureur \| Coureur \| Pays \| Équipe \| Temps \| \| ------------------ \| -------------------- \| ------------------ \| ------------------ \| ------------------ \| \| 1er \| Stuart O'Grady \| Australie \| CSC \| 13 h 41 min 28 s \| \| 2e \| Fabian Cancellara \| Suisse \| CSC \| + 5 s \| \| 3e \| René Haselbacher \| Autriche \| Gerolsteiner \| + 18 s \| \| 4e \| Manuel Quinziato \| Italie \| Liquigas \| + 31 s \| \| 5e \| Baden Cooke \| Australie \| Unibet.com \| + 36 s \| \| 6e \| Thomas Ziegler \| Allemagne \| T-Mobile \| + 38 s \| \| 7e \| Preben Van Hecke \| Belgique \| Davitamon-Lotto \| + 42 s \| \| 8e \| Kurt Asle Arvesen \| Norvège \| CSC \| + 42 s \| \| 9e \| Piet Rooijakkers \| Pays-Bas \| Skil-Shimano \| + 47 s \| \| 10e \| Chris Anker Sørensen \| Danemark \| Designa Køkken \| + 48 s \| |                      |           |                 |                  |
| |                      |           |                 |                  |
| |                      |           |                 |                  |
| Classement général |                      |           |                 |                  |
| Coureur | Coureur              | Pays      | Équipe          | Temps            |
| 1er | Stuart O'Grady       | Australie | CSC             | 13 h 41 min 28 s |
| 2e | Fabian Cancellara    | Suisse    | CSC             | + 5 s            |
| 3e | René Haselbacher     | Autriche  | Gerolsteiner    | + 18 s           |
| 4e | Manuel Quinziato     | Italie    | Liquigas        | + 31 s           |
| 5e | Baden Cooke          | Australie | Unibet.com      | + 36 s           |
| 6e | Thomas Ziegler       | Allemagne | T-Mobile        | + 38 s           |
| 7e | Preben Van Hecke     | Belgique  | Davitamon-Lotto | + 42 s           |
| 8e | Kurt Asle Arvesen    | Norvège   | CSC             | + 42 s           |
| 9e | Piet Rooijakkers     | Pays-Bas  | Skil-Shimano    | + 47 s           |
| 10e | Chris Anker Sørensen | Danemark  | Designa Køkken  | + 48 s           |

### 4eétape
La quatrième étape s'est déroulée le 5 août 2006 de Sorø à Hillerød, sur une distance de 100 km.
| \| Classement de l'étape \| Classement de l'étape \| Classement de l'étape \| Classement de l'étape \| Classement de l'étape \| \| Coureur \| Coureur \| Pays \| Équipe \| Temps \| \| --------------------- \| --------------------- \| --------------------- \| --------------------- \| --------------------- \| \| 1er \| Olaf Pollack \| Allemagne \| T-Mobile \| 2 h 30 min 04 s \| \| 2e \| Baden Cooke \| Australie \| Unibet.com \| + 0 s \| \| 3e \| Stuart O'Grady \| Australie \| CSC \| + 0 s \| \| 4e \| René Haselbacher \| Autriche \| Gerolsteiner \| + 0 s \| \| 5e \| Dariusz Rudnicki \| Pologne \| Intel-Action \| + 0 s \| \| 6e \| Kenny van Hummel \| Pays-Bas \| Skil-Shimano \| + 0 s \| \| 7e \| Enrico Degano \| Italie \| Barloworld \| + 0 s \| \| 8e \| Magnus Bäckstedt \| Suède \| Liquigas \| + 0 s \| \| 9e \| Giosuè Bonomi \| Italie \| Barloworld \| + 0 s \| \| 10e \| Jeremy Hunt \| Royaume-Uni \| Unibet.com \| + 0 s \| |                  |             |              |                 |
| |                  |             |              |                 |
| |                  |             |              |                 |
| Classement de l'étape |                  |             |              |                 |
| Coureur | Coureur          | Pays        | Équipe       | Temps           |
| 1er | Olaf Pollack     | Allemagne   | T-Mobile     | 2 h 30 min 04 s |
| 2e | Baden Cooke      | Australie   | Unibet.com   | + 0 s           |
| 3e | Stuart O'Grady   | Australie   | CSC          | + 0 s           |
| 4e | René Haselbacher | Autriche    | Gerolsteiner | + 0 s           |
| 5e | Dariusz Rudnicki | Pologne     | Intel-Action | + 0 s           |
| 6e | Kenny van Hummel | Pays-Bas    | Skil-Shimano | + 0 s           |
| 7e | Enrico Degano    | Italie      | Barloworld   | + 0 s           |
| 8e | Magnus Bäckstedt | Suède       | Liquigas     | + 0 s           |
| 9e | Giosuè Bonomi    | Italie      | Barloworld   | + 0 s           |
| 10e | Jeremy Hunt      | Royaume-Uni | Unibet.com   | + 0 s           |

| \| Classement général \| Classement général \| Classement général \| Classement général \| Classement général \| \| Coureur \| Coureur \| Pays \| Équipe \| Temps \| \| ------------------ \| -------------------- \| ------------------ \| ------------------ \| ------------------ \| \| 1er \| Stuart O'Grady \| Australie \| CSC \| 16 h 11 min 30 s \| \| 2e \| Fabian Cancellara \| Suisse \| CSC \| + 7 s \| \| 3e \| René Haselbacher \| Autriche \| Gerolsteiner \| + 20 s \| \| 4e \| Manuel Quinziato \| Italie \| Liquigas \| + 33 s \| \| 5e \| Baden Cooke \| Australie \| Unibet.com \| + 34 s \| \| 6e \| Thomas Ziegler \| Allemagne \| T-Mobile \| + 40 s \| \| 7e \| Preben Van Hecke \| Belgique \| Davitamon-Lotto \| + 44 s \| \| 8e \| Kurt Asle Arvesen \| Norvège \| CSC \| + 44 s \| \| 9e \| Piet Rooijakkers \| Pays-Bas \| Skil-Shimano \| + 49 s \| \| 10e \| Chris Anker Sørensen \| Danemark \| Designa Køkken \| + 50 s \| |                      |           |                 |                  |
| |                      |           |                 |                  |
| |                      |           |                 |                  |
| Classement général |                      |           |                 |                  |
| Coureur | Coureur              | Pays      | Équipe          | Temps            |
| 1er | Stuart O'Grady       | Australie | CSC             | 16 h 11 min 30 s |
| 2e | Fabian Cancellara    | Suisse    | CSC             | + 7 s            |
| 3e | René Haselbacher     | Autriche  | Gerolsteiner    | + 20 s           |
| 4e | Manuel Quinziato     | Italie    | Liquigas        | + 33 s           |
| 5e | Baden Cooke          | Australie | Unibet.com      | + 34 s           |
| 6e | Thomas Ziegler       | Allemagne | T-Mobile        | + 40 s           |
| 7e | Preben Van Hecke     | Belgique  | Davitamon-Lotto | + 44 s           |
| 8e | Kurt Asle Arvesen    | Norvège   | CSC             | + 44 s           |
| 9e | Piet Rooijakkers     | Pays-Bas  | Skil-Shimano    | + 49 s           |
| 10e | Chris Anker Sørensen | Danemark  | Designa Køkken  | + 50 s           |

### 5eétape
La cinquième étape s'est déroulée le 5 août 2006, lors d'un contre-la-montre individuel autour d'Elseneur, sur une distance de 14 km.
| \| Classement de l'étape \| Classement de l'étape \| Classement de l'étape \| Classement de l'étape \| Classement de l'étape \| \| Coureur \| Coureur \| Pays \| Équipe \| Temps \| \| --------------------- \| --------------------- \| --------------------- \| --------------------- \| --------------------- \| \| 1er \| Fabian Cancellara \| Suisse \| CSC \| 16 min 15 s \| \| 2e \| Thomas Ziegler \| Allemagne \| T-Mobile \| + 18 s \| \| 3e \| Alex Rasmussen \| Danemark \| Danemark \| + 24 s \| \| 4e \| Vincenzo Nibali \| Italie \| Liquigas \| + 27 s \| \| 5e \| Stuart O'Grady \| Australie \| CSC \| + 27 s \| \| 6e \| Magnus Bäckstedt \| Suède \| Liquigas \| + 32 s \| \| 7e \| Kurt Asle Arvesen \| Norvège \| CSC \| + 33 s \| \| 8e \| Michael Rich \| Allemagne \| Gerolsteiner \| + 33 s \| \| 9e \| Bert Roesems \| Belgique \| Davitamon-Lotto \| + 41 s \| \| 10e \| Cadel Evans \| Australie \| Davitamon-Lotto \| + 44 s \| |                   |           |                 |             |
| |                   |           |                 |             |
| |                   |           |                 |             |
| Classement de l'étape |                   |           |                 |             |
| Coureur | Coureur           | Pays      | Équipe          | Temps       |
| 1er | Fabian Cancellara | Suisse    | CSC             | 16 min 15 s |
| 2e | Thomas Ziegler    | Allemagne | T-Mobile        | + 18 s      |
| 3e | Alex Rasmussen    | Danemark  | Danemark        | + 24 s      |
| 4e | Vincenzo Nibali   | Italie    | Liquigas        | + 27 s      |
| 5e | Stuart O'Grady    | Australie | CSC             | + 27 s      |
| 6e | Magnus Bäckstedt  | Suède     | Liquigas        | + 32 s      |
| 7e | Kurt Asle Arvesen | Norvège   | CSC             | + 33 s      |
| 8e | Michael Rich      | Allemagne | Gerolsteiner    | + 33 s      |
| 9e | Bert Roesems      | Belgique  | Davitamon-Lotto | + 41 s      |
| 10e | Cadel Evans       | Australie | Davitamon-Lotto | + 44 s      |

| \| Classement général \| Classement général \| Classement général \| Classement général \| Classement général \| \| Coureur \| Coureur \| Pays \| Équipe \| Temps \| \| ------------------ \| ------------------ \| ------------------ \| ------------------ \| ------------------ \| \| 1er \| Fabian Cancellara \| Suisse \| CSC \| 16 h 32 min 08 s \| \| 2e \| Stuart O'Grady \| Australie \| CSC \| + 20 s \| \| 3e \| Thomas Ziegler \| Allemagne \| T-Mobile \| + 51 s \| \| 4e \| Kurt Asle Arvesen \| Norvège \| CSC \| + 1 min 10 s \| \| 5e \| Manuel Quinziato \| Italie \| Liquigas \| + 1 min 20 s \| \| 6e \| Baden Cooke \| Australie \| Unibet.com \| + 1 min 23 s \| \| 7e \| Vincenzo Nibali \| Italie \| Liquigas \| + 1 min 32 s \| \| 8e \| René Haselbacher \| Autriche \| Gerolsteiner \| + 1 min 32 s \| \| 9e \| Cadel Evans \| Australie \| Davitamon-Lotto \| + 1 min 42 s \| \| 10e \| Piet Rooijakkers \| Pays-Bas \| Skil-Shimano \| + 1 min 44 s \| |                   |           |                 |                  |
| |                   |           |                 |                  |
| |                   |           |                 |                  |
| Classement général |                   |           |                 |                  |
| Coureur | Coureur           | Pays      | Équipe          | Temps            |
| 1er | Fabian Cancellara | Suisse    | CSC             | 16 h 32 min 08 s |
| 2e | Stuart O'Grady    | Australie | CSC             | + 20 s           |
| 3e | Thomas Ziegler    | Allemagne | T-Mobile        | + 51 s           |
| 4e | Kurt Asle Arvesen | Norvège   | CSC             | + 1 min 10 s     |
| 5e | Manuel Quinziato  | Italie    | Liquigas        | + 1 min 20 s     |
| 6e | Baden Cooke       | Australie | Unibet.com      | + 1 min 23 s     |
| 7e | Vincenzo Nibali   | Italie    | Liquigas        | + 1 min 32 s     |
| 8e | René Haselbacher  | Autriche  | Gerolsteiner    | + 1 min 32 s     |
| 9e | Cadel Evans       | Australie | Davitamon-Lotto | + 1 min 42 s     |
| 10e | Piet Rooijakkers  | Pays-Bas  | Skil-Shimano    | + 1 min 44 s     |

### 6eétape
La sixième étape s'est déroulée le 6 août 2006 de Gilleleje à Frederiksberg, sur une distance de 156 km.
| \| Classement de l'étape \| Classement de l'étape \| Classement de l'étape \| Classement de l'étape \| Classement de l'étape \| \| Coureur \| Coureur \| Pays \| Équipe \| Temps \| \| --------------------- \| --------------------- \| --------------------- \| ------------------------------------- \| --------------------- \| \| 1er \| Robert Förster \| Allemagne \| Gerolsteiner \| 3 h 21 min 22 s \| \| 2e \| Olaf Pollack \| Allemagne \| T-Mobile \| + 0 s \| \| 3e \| Magnus Bäckstedt \| Suède \| Liquigas \| + 0 s \| \| 4e \| Giosuè Bonomi \| Italie \| Barloworld \| + 0 s \| \| 5e \| Stuart O'Grady \| Australie \| CSC \| + 0 s \| \| 6e \| Baden Cooke \| Australie \| Unibet.com \| + 0 s \| \| 7e \| Aart Vierhouten \| Pays-Bas \| Skil-Shimano \| + 0 s \| \| 8e \| Alex Rasmussen \| Danemark \| Danemark \| + 0 s \| \| 9e \| Fabian Cancellara \| Suisse \| CSC \| + 0 s \| \| 10e \| Wouter Van Mechelen \| Belgique \| Chocolade Jacques-Topsport Vlaanderen \| + 0 s \| |                     |           |                                       |                 |
| |                     |           |                                       |                 |
| |                     |           |                                       |                 |
| Classement de l'étape |                     |           |                                       |                 |
| Coureur | Coureur             | Pays      | Équipe                                | Temps           |
| 1er | Robert Förster      | Allemagne | Gerolsteiner                          | 3 h 21 min 22 s |
| 2e | Olaf Pollack        | Allemagne | T-Mobile                              | + 0 s           |
| 3e | Magnus Bäckstedt    | Suède     | Liquigas                              | + 0 s           |
| 4e | Giosuè Bonomi       | Italie    | Barloworld                            | + 0 s           |
| 5e | Stuart O'Grady      | Australie | CSC                                   | + 0 s           |
| 6e | Baden Cooke         | Australie | Unibet.com                            | + 0 s           |
| 7e | Aart Vierhouten     | Pays-Bas  | Skil-Shimano                          | + 0 s           |
| 8e | Alex Rasmussen      | Danemark  | Danemark                              | + 0 s           |
| 9e | Fabian Cancellara   | Suisse    | CSC                                   | + 0 s           |
| 10e | Wouter Van Mechelen | Belgique  | Chocolade Jacques-Topsport Vlaanderen | + 0 s           |

| \| Classement général \| Classement général \| Classement général \| Classement général \| Classement général \| \| Coureur \| Coureur \| Pays \| Équipe \| Temps \| \| ------------------ \| ------------------ \| ------------------ \| ------------------ \| ------------------ \| \| 1er \| Fabian Cancellara \| Suisse \| CSC \| 19 h 49 min 19 s \| \| 2e \| Stuart O'Grady \| Australie \| CSC \| + 20 s \| \| 3e \| Thomas Ziegler \| Allemagne \| T-Mobile \| + 53 s \| \| 4e \| Kurt Asle Arvesen \| Norvège \| CSC \| + 1 min 11 s \| \| 5e \| Baden Cooke \| Australie \| Unibet.com \| + 1 min 23 s \| \| 6e \| Manuel Quinziato \| Italie \| Liquigas \| + 1 min 25 s \| \| 7e \| René Haselbacher \| Autriche \| Gerolsteiner \| + 1 min 37 s \| \| 8e \| Vincenzo Nibali \| Italie \| Liquigas \| + 1 min 41 s \| \| 9e \| Piet Rooijakkers \| Pays-Bas \| Skil-Shimano \| + 1 min 45 s \| \| 10e \| Cadel Evans \| Australie \| Davitamon-Lotto \| + 1 min 50 s \| |                   |           |                 |                  |
| |                   |           |                 |                  |
| |                   |           |                 |                  |
| Classement général |                   |           |                 |                  |
| Coureur | Coureur           | Pays      | Équipe          | Temps            |
| 1er | Fabian Cancellara | Suisse    | CSC             | 19 h 49 min 19 s |
| 2e | Stuart O'Grady    | Australie | CSC             | + 20 s           |
| 3e | Thomas Ziegler    | Allemagne | T-Mobile        | + 53 s           |
| 4e | Kurt Asle Arvesen | Norvège   | CSC             | + 1 min 11 s     |
| 5e | Baden Cooke       | Australie | Unibet.com      | + 1 min 23 s     |
| 6e | Manuel Quinziato  | Italie    | Liquigas        | + 1 min 25 s     |
| 7e | René Haselbacher  | Autriche  | Gerolsteiner    | + 1 min 37 s     |
| 8e | Vincenzo Nibali   | Italie    | Liquigas        | + 1 min 41 s     |
| 9e | Piet Rooijakkers  | Pays-Bas  | Skil-Shimano    | + 1 min 45 s     |
| 10e | Cadel Evans       | Australie | Davitamon-Lotto | + 1 min 50 s     |

## Classements finals

### Classement général
| \| Classement général \| Classement général \| Classement général \| Classement général \| Classement général \| \| Coureur \| Coureur \| Pays \| Équipe \| Temps \| \| ------------------ \| ------------------ \| ------------------ \| ------------------ \| ------------------ \| \| 1er \| Fabian Cancellara \| Suisse \| CSC \| 19 h 49 min 14 s \| \| 2e \| Stuart O'Grady \| Australie \| CSC \| + 20 s \| \| 3e \| Thomas Ziegler \| Allemagne \| T-Mobile \| + 53 s \| \| 4e \| Kurt Asle Arvesen \| Norvège \| CSC \| + 1 min 11 s \| \| 5e \| Baden Cooke \| Australie \| Unibet.com \| + 1 min 23 s \| \| 6e \| Manuel Quinziato \| Italie \| Liquigas \| + 1 min 25 s \| \| 7e \| René Haselbacher \| Autriche \| Gerolsteiner \| + 1 min 37 s \| \| 8e \| Vincenzo Nibali \| Italie \| Liquigas \| + 1 min 41 s \| \| 9e \| Piet Rooijakkers \| Pays-Bas \| Skil-Shimano \| + 1 min 45 s \| \| 10e \| Cadel Evans \| Australie \| Davitamon-Lotto \| + 1 min 50 s \| |                   |           |                 |                  |
| |                   |           |                 |                  |
| Source : ProCyclingStats |                   |           |                 |                  |
| Classement général |                   |           |                 |                  |
| Coureur | Coureur           | Pays      | Équipe          | Temps            |
| 1er | Fabian Cancellara | Suisse    | CSC             | 19 h 49 min 14 s |
| 2e | Stuart O'Grady    | Australie | CSC             | + 20 s           |
| 3e | Thomas Ziegler    | Allemagne | T-Mobile        | + 53 s           |
| 4e | Kurt Asle Arvesen | Norvège   | CSC             | + 1 min 11 s     |
| 5e | Baden Cooke       | Australie | Unibet.com      | + 1 min 23 s     |
| 6e | Manuel Quinziato  | Italie    | Liquigas        | + 1 min 25 s     |
| 7e | René Haselbacher  | Autriche  | Gerolsteiner    | + 1 min 37 s     |
| 8e | Vincenzo Nibali   | Italie    | Liquigas        | + 1 min 41 s     |
| 9e | Piet Rooijakkers  | Pays-Bas  | Skil-Shimano    | + 1 min 45 s     |
| 10e | Cadel Evans       | Australie | Davitamon-Lotto | + 1 min 50 s     |

| Classement par points | Classement par points | Classement par points | Classement par points | Classement par points |
| Coureur               | Coureur               | Pays                  | Équipe                | Points                |
| --------------------- | --------------------- | --------------------- | --------------------- | --------------------- |
| 1er                   | Stuart O'Grady        | Australie             | CSC                   | 60 pts                |
| 2e                    | Baden Cooke           | Australie             | Unibet.com            | 40 pts                |
| 3e                    | Robert Förster        | Allemagne             | Gerolsteiner          | 36 pts                |
| 4e                    | Fabian Cancellara     | Suisse                | CSC                   | 34 pts                |
| 5e                    | Magnus Bäckstedt      | Suède                 | Liquigas              | 31 pts                |
| 6e                    | Alex Rasmussen        | Danemark              | Danemark              | 30 pts                |
| 7e                    | Olaf Pollack          | Allemagne             | T-Mobile              | 29 pts                |
| 8e                    | René Haselbacher      | Autriche              | Gerolsteiner          | 23 pts                |
| 9e                    | Thomas Ziegler        | Allemagne             | T-Mobile              | 22 pts                |
| 10e                   | Giosuè Bonomi         | Italie                | Barloworld            | 22 pts                |

| Classement par points | Classement par points | Classement par points | Classement par points | Classement par points |
| Coureur               | Coureur               | Pays                  | Équipe                | Points                |
| --------------------- | --------------------- | --------------------- | --------------------- | --------------------- |
| 1er                   | Stuart O'Grady        | Australie             | CSC                   | 60 pts                |
| 2e                    | Baden Cooke           | Australie             | Unibet.com            | 40 pts                |
| 3e                    | Robert Förster        | Allemagne             | Gerolsteiner          | 36 pts                |
| 4e                    | Fabian Cancellara     | Suisse                | CSC                   | 34 pts                |
| 5e                    | Magnus Bäckstedt      | Suède                 | Liquigas              | 31 pts                |
| 6e                    | Alex Rasmussen        | Danemark              | Danemark              | 30 pts                |
| 7e                    | Olaf Pollack          | Allemagne             | T-Mobile              | 29 pts                |
| 8e                    | René Haselbacher      | Autriche              | Gerolsteiner          | 23 pts                |
| 9e                    | Thomas Ziegler        | Allemagne             | T-Mobile              | 22 pts                |
| 10e                   | Giosuè Bonomi         | Italie                | Barloworld            | 22 pts                |

| Classement de la montagne | Classement de la montagne | Classement de la montagne | Classement de la montagne | Classement de la montagne |
| Coureur                   | Coureur                   | Pays                      | Équipe                    | Points                    |
| ------------------------- | ------------------------- | ------------------------- | ------------------------- | ------------------------- |
| 1er                       | Aart Vierhouten           | Pays-Bas                  | Skil-Shimano              | 46 pts                    |
| 2e                        | René Jørgensen            | Danemark                  | ColoQuick                 | 32 pts                    |
| 3e                        | Frank Høj                 | Danemark                  | Gerolsteiner              | 20 pts                    |
| 4e                        | Lars Bak                  | Danemark                  | CSC                       | 12 pts                    |
| 5e                        | Morten Christiansen       | Norvège                   | Glud & Marstrand Horsens  | 12 pts                    |
| 6e                        | Geert Omloop              | Belgique                  | Unibet.com                | 12 pts                    |
| 7e                        | Léon van Bon              | Pays-Bas                  | Davitamon-Lotto           | 12 pts                    |
| 8e                        | Maarten Tjallingii        | Pays-Bas                  | Skil-Shimano              | 12 pts                    |
| 9e                        | Michael Reihs             | Danemark                  | Designa Køkken            | 10 pts                    |
| 10e                       | Jeremy Maartens           | Afrique du Sud            | Barloworld                | 10 pts                    |

| Classement de la montagne | Classement de la montagne | Classement de la montagne | Classement de la montagne | Classement de la montagne |
| Coureur                   | Coureur                   | Pays                      | Équipe                    | Points                    |
| ------------------------- | ------------------------- | ------------------------- | ------------------------- | ------------------------- |
| 1er                       | Aart Vierhouten           | Pays-Bas                  | Skil-Shimano              | 46 pts                    |
| 2e                        | René Jørgensen            | Danemark                  | ColoQuick                 | 32 pts                    |
| 3e                        | Frank Høj                 | Danemark                  | Gerolsteiner              | 20 pts                    |
| 4e                        | Lars Bak                  | Danemark                  | CSC                       | 12 pts                    |
| 5e                        | Morten Christiansen       | Norvège                   | Glud & Marstrand Horsens  | 12 pts                    |
| 6e                        | Geert Omloop              | Belgique                  | Unibet.com                | 12 pts                    |
| 7e                        | Léon van Bon              | Pays-Bas                  | Davitamon-Lotto           | 12 pts                    |
| 8e                        | Maarten Tjallingii        | Pays-Bas                  | Skil-Shimano              | 12 pts                    |
| 9e                        | Michael Reihs             | Danemark                  | Designa Køkken            | 10 pts                    |
| 10e                       | Jeremy Maartens           | Afrique du Sud            | Barloworld                | 10 pts                    |

| Classement du meilleur jeune | Classement du meilleur jeune | Classement du meilleur jeune | Classement du meilleur jeune          | Classement du meilleur jeune |
| Coureur                      | Coureur                      | Pays                         | Équipe                                | Temps                        |
| ---------------------------- | ---------------------------- | ---------------------------- | ------------------------------------- | ---------------------------- |
| 1er                          | Fabian Cancellara            | Suisse                       | CSC                                   | 19 h 49 min 14 s             |
| 2e                           | Vincenzo Nibali              | Italie                       | Liquigas                              | + 1 min 41 s                 |
| 3e                           | Preben Van Hecke             | Belgique                     | Davitamon-Lotto                       | + 2 min 04 s                 |
| 4e                           | Jakob Fuglsang               | Danemark                     | Designa Køkken                        | + 2 min 15 s                 |
| 5e                           | Denys Kostyuk                | Ukraine                      | Intel-Action                          | + 2 min 16 s                 |
| 6e                           | Chris Anker Sørensen         | Danemark                     | Designa Køkken                        | + 2 min 29 s                 |
| 7e                           | Mauro Facci                  | Italie                       | Barloworld                            | + 2 min 30 s                 |
| 8e                           | Sven Krauss                  | Allemagne                    | Gerolsteiner                          | + 2 min 41 s                 |
| 9e                           | Iljo Keisse                  | Belgique                     | Chocolade Jacques-Topsport Vlaanderen | + 2 min 41 s                 |
| 10e                          | Gene Bates                   | Australie                    | LPR                                   | + 2 min 58 s                 |

| Classement du meilleur jeune | Classement du meilleur jeune | Classement du meilleur jeune | Classement du meilleur jeune          | Classement du meilleur jeune |
| Coureur                      | Coureur                      | Pays                         | Équipe                                | Temps                        |
| ---------------------------- | ---------------------------- | ---------------------------- | ------------------------------------- | ---------------------------- |
| 1er                          | Fabian Cancellara            | Suisse                       | CSC                                   | 19 h 49 min 14 s             |
| 2e                           | Vincenzo Nibali              | Italie                       | Liquigas                              | + 1 min 41 s                 |
| 3e                           | Preben Van Hecke             | Belgique                     | Davitamon-Lotto                       | + 2 min 04 s                 |
| 4e                           | Jakob Fuglsang               | Danemark                     | Designa Køkken                        | + 2 min 15 s                 |
| 5e                           | Denys Kostyuk                | Ukraine                      | Intel-Action                          | + 2 min 16 s                 |
| 6e                           | Chris Anker Sørensen         | Danemark                     | Designa Køkken                        | + 2 min 29 s                 |
| 7e                           | Mauro Facci                  | Italie                       | Barloworld                            | + 2 min 30 s                 |
| 8e                           | Sven Krauss                  | Allemagne                    | Gerolsteiner                          | + 2 min 41 s                 |
| 9e                           | Iljo Keisse                  | Belgique                     | Chocolade Jacques-Topsport Vlaanderen | + 2 min 41 s                 |
| 10e                          | Gene Bates                   | Australie                    | LPR                                   | + 2 min 58 s                 |

| Classement par équipes | Classement par équipes                | Classement par équipes | Classement par équipes |
| Équipe                 | Équipe                                | Pays                   | Temps                  |
| ---------------------- | ------------------------------------- | ---------------------- | ---------------------- |
| 1re                    | CSC                                   | Danemark               | 59 h 29 min 41 s       |
| 2e                     | Gerolsteiner                          | Allemagne              | + 3 min 14 s           |
| 3e                     | Liquigas                              | Italie                 | + 3 min 36 s           |
| 4e                     | T-Mobile                              | Allemagne              | + 5 min 34 s           |
| 5e                     | Skil-Shimano                          | Pays-Bas               | + 5 min 38 s           |
| 6e                     | Ceramica Panaria-Navigare             | Irlande                | + 6 min 05 s           |
| 7e                     | ColoQuick                             | Danemark               | + 6 min 27 s           |
| 8e                     | GLS                                   | Danemark               | + 8 min 07 s           |
| 9e                     | Unibet.com                            | Belgique               | + 8 min 15 s           |
| 10e                    | Chocolade Jacques-Topsport Vlaanderen | Belgique               | + 8 min 26 s           |

| Classement par équipes | Classement par équipes                | Classement par équipes | Classement par équipes |
| Équipe                 | Équipe                                | Pays                   | Temps                  |
| ---------------------- | ------------------------------------- | ---------------------- | ---------------------- |
| 1re                    | CSC                                   | Danemark               | 59 h 29 min 41 s       |
| 2e                     | Gerolsteiner                          | Allemagne              | + 3 min 14 s           |
| 3e                     | Liquigas                              | Italie                 | + 3 min 36 s           |
| 4e                     | T-Mobile                              | Allemagne              | + 5 min 34 s           |
| 5e                     | Skil-Shimano                          | Pays-Bas               | + 5 min 38 s           |
| 6e                     | Ceramica Panaria-Navigare             | Irlande                | + 6 min 05 s           |
| 7e                     | ColoQuick                             | Danemark               | + 6 min 27 s           |
| 8e                     | GLS                                   | Danemark               | + 8 min 07 s           |
| 9e                     | Unibet.com                            | Belgique               | + 8 min 15 s           |
| 10e                    | Chocolade Jacques-Topsport Vlaanderen | Belgique               | + 8 min 26 s           |

## Évolution des classements
| Étape            | Vainqueur         | Classement général | Classement par points | Classement de la montagne [[Fichier:\|20px\|class=noviewer\|]] | Classement du meilleur jeune | Classement des sprints | Classement par équipes |
| ---------------- | ----------------- | ------------------ | --------------------- | -------------------------------------------------------------- | ---------------------------- | ---------------------- | ---------------------- |
| 1                | Aitor Galdós      | Aitor Galdós       | Aitor Galdós          | Aart Vierhouten                                                | Alex Rasmussen               | Jacob Nielsen          | CSC                    |
| 2                | Fabian Cancellara | Fabian Cancellara  | Aitor Galdós          | Aart Vierhouten                                                | Fabian Cancellara            | Maarten Tjallingii     | CSC                    |
| 3                | Robert Förster    | Stuart O'Grady     | Stuart O'Grady        | Aart Vierhouten                                                | Fabian Cancellara            | Jacob Nielsen          | CSC                    |
| 4                | Olaf Pollack      | Stuart O'Grady     | Stuart O'Grady        | Aart Vierhouten                                                | Fabian Cancellara            | Jacob Nielsen          | CSC                    |
| 5                | Fabian Cancellara | Fabian Cancellara  | Stuart O'Grady        | Aart Vierhouten                                                | Fabian Cancellara            | Jacob Nielsen          | CSC                    |
| 6                | Robert Förster    | Fabian Cancellara  | Stuart O'Grady        | Aart Vierhouten                                                | Fabian Cancellara            | Jacob Nielsen          | CSC                    |
| Classement final | Classement final  | Fabian Cancellara  | Stuart O'Grady        | Aart Vierhouten                                                | Fabian Cancellara            | Jacob Nielsen          | CSC                    |

## Liste des participants
| CSC | CSC                     | CSC |
| --- | ----------------------- | --- |
| Num | Coureur                 | Pos |
| 1   | Stuart O'Grady (AUS)    | 2e  |
| 2   | Brian Vandborg (DEN)    | 28e |
| 3   | Fabian Cancellara (SUI) | 1er |
| 4   | Jakob Piil (DEN)        | 73e |
| 5   | Kurt Asle Arvesen (NOR) | 4e  |
| 6   | Allan Johansen (DEN)    | 22e |
| 7   | Lars Bak (DEN)          | 27e |
| 8   | Matti Breschel (DEN)    | 33e |

| T-Mobile TMO | T-Mobile TMO          | T-Mobile TMO |
| ------------ | --------------------- | ------------ |
| Num          | Coureur               | Pos          |
| 11           | Olaf Pollack (GER)    | 63e          |
| 12           | Scott Davis (AUS)     | 45e          |
| 13           | Bastiaan Giling (NED) | 26e          |
| 14           | Sergueï Ivanov (RUS)  |              |
| 15           | Bernhard Kohl (AUT)   | 56e          |
| 17           | Eric Baumann (GER)    | 99e          |
| 18           | Thomas Ziegler (GER)  | 3e           |

| Liquigas LIQ | Liquigas LIQ           | Liquigas LIQ |
| ------------ | ---------------------- | ------------ |
| Num          | Coureur                | Pos          |
| 21           | Magnus Bäckstedt (SWE) | 26e          |
| 23           | Alberto Curtolo (ITA)  | 85e          |
| 24           | Mauro Da Dalto (ITA)   | 37e          |
| 25           | Nicola Loda (ITA)      | 58e          |
| 26           | Vincenzo Nibali (ITA)  | 8e           |
| 27           | Manuel Quinziato (ITA) | 6e           |
| 28           | Marco Righetto (ITA)   | 83e          |

| Davitamon-Lotto DVL | Davitamon-Lotto DVL    | Davitamon-Lotto DVL |
| ------------------- | ---------------------- | ------------------- |
| Num                 | Coureur                | Pos                 |
| 31                  | Cadel Evans (AUS)      | 10e                 |
| 32                  | Olivier Kaisen (BEL)   | 54e                 |
| 33                  | Bert Roesems (BEL)     | 64e                 |
| 34                  | Tom Steels (BEL)       | 55e                 |
| 35                  | Preben Van Hecke (BEL) | 11e                 |
| 36                  | Léon van Bon (NED)     | 87e                 |
| 38                  | Fred Rodriguez (USA)   | 102e                |

| Gerolsteiner GST | Gerolsteiner GST       | Gerolsteiner GST |
| ---------------- | ---------------------- | ---------------- |
| Num              | Coureur                | Pos              |
| 41               | Frank Høj (DEN)        | 12e              |
| 42               | Robert Förster (GER)   | 50e              |
| 43               | Thomas Fothen (GER)    | 32e              |
| 44               | René Haselbacher (AUT) | 7e               |
| 45               | Volker Ordowski (GER)  | 19e              |
| 46               | Sven Krauss (GER)      | 18e              |
| 47               | Matthias Russ (GER)    | 39e              |
| 48               | Michael Rich (GER)     |                  |

| Unibet.com UNI | Unibet.com UNI       | Unibet.com UNI |
| -------------- | -------------------- | -------------- |
| Num            | Coureur              | Pos            |
| 51             | Baden Cooke (AUS)    | 5e             |
| 52             | Glenn Bak            | 61e            |
| 53             | Gorik Gardeyn (BEL)  | 49e            |
| 54             | Jeremy Hunt (GBR)    | 43e            |
| 55             | Geert Omloop (BEL)   | 92e            |
| 56             | Bobbie Traksel (NED) |                |
| 57             | Matthew Wilson (AUS) | 93e            |
| 58             | Marco Zanotti (ITA)  | 47e            |

| Ceramica Panaria-Navigare PAN | Ceramica Panaria-Navigare PAN | Ceramica Panaria-Navigare PAN |
| ----------------------------- | ----------------------------- | ----------------------------- |
| Num                           | Coureur                       | Pos                           |
| 61                            | Paride Grillo (ITA)           |                               |
| 62                            | Brett Lancaster (AUS)         | 100e                          |
| 63                            | Maximiliano Richeze (ARG)     | 44e                           |
| 64                            | Moisés Aldape (MEX)           | 24e                           |
| 65                            | Mirko Allegrini (ITA)         | 34e                           |
| 66                            | Matteo Priamo (ITA)           | 94e                           |
| 67                            | Tiziano Dall'Antonia (ITA)    |                               |
| 68                            | Aitor Galdós (ESP)            |                               |

| Barloworld BAR | Barloworld BAR          | Barloworld BAR |
| -------------- | ----------------------- | -------------- |
| Num            | Coureur                 | Pos            |
| 71             | Igor Astarloa (ESP)     | 52e            |
| 72             | Giosuè Bonomi (ITA)     | 36e            |
| 73             | Diego Caccia (ITA)      | 96e            |
| 74             | Enrico Degano (ITA)     | 86e            |
| 75             | Mauro Facci (ITA)       | 16e            |
| 76             | Rodney Green (RSA)      | 90e            |
| 77             | Jeremy Maartens (RSA)   | 101e           |
| 78             | James Lewis Perry (RSA) | 60e            |

| Chocolade Jacques-Topsport Vlaanderen JAC | Chocolade Jacques-Topsport Vlaanderen JAC | Chocolade Jacques-Topsport Vlaanderen JAC |
| ----------------------------------------- | ----------------------------------------- | ----------------------------------------- |
| Num                                       | Coureur                                   | Pos                                       |
| 81                                        | Glenn D'Hollander (BEL)                   |                                           |
| 82                                        | Kenny Lisabeth (BEL)                      | 46e                                       |
| 83                                        | Kenny Dehaes (BEL)                        | 59e                                       |
| 84                                        | Frederik Willems (BEL)                    | 41e                                       |
| 85                                        | Iljo Keisse (BEL)                         | 20e                                       |
| 86                                        | Bart Vanheule (BEL)                       | 71e                                       |
| 87                                        | Wouter Van Mechelen (BEL)                 | 67e                                       |
| 88                                        | Koen Barbé (BEL)                          |                                           |

| Intel-Action ___ | Intel-Action ___        | Intel-Action ___ |
| ---------------- | ----------------------- | ---------------- |
| Num              | Coureur                 | Pos              |
| 92               | Marcin Osiński (POL)    | 84e              |
| 93               | Dariusz Rudnicki (POL)  | 72e              |
| 94               | Krzysztof Miara (POL)   | 76e              |
| 95               | Krzysztof Kuzniak (POL) | 98e              |
| 96               | Denys Kostyuk (UKR)     | 14e              |
| 97               | Bogdan Bondariew (UKR)  | 65e              |
| 98               | Łukasz Bodnar (POL)     |                  |

| LPR | LPR                       | LPR  |
| --- | ------------------------- | ---- |
| Num | Coureur                   | Pos  |
| 101 | Samuele Marzoli (ITA)     | 103e |
| 102 | Andreas Dietziker (SUI)   | 108e |
| 104 | Mikhaylo Khalilov (UKR)   |      |
| 105 | Yuriy Metlushenko (UKR)   | 107e |
| 106 | Alessandro Maserati (ITA) |      |
| 107 | Roberto Traficante (ITA)  | 48e  |
| 108 | Gene Bates (AUS)          | 21e  |

| Skil-Shimano SKS | Skil-Shimano SKS             | Skil-Shimano SKS |
| ---------------- | ---------------------------- | ---------------- |
| Num              | Coureur                      | Pos              |
| 111              | Aart Vierhouten (NED)        | 35e              |
| 112              | Rik Reinerink (NED)          | 81e              |
| 113              | Piet Rooijakkers (NED)       | 9e               |
| 114              | Maarten Tjallingii (NED)     | 30e              |
| 115              | Paul Martens (GER)           | 38e              |
| 116              | René Weissinger (GER)        | 31e              |
| 117              | Kenny van Hummel (NED)       | 53e              |
| 118              | Christoph Meschenmoser (GER) | 88e              |

| GLS TPH | GLS TPH                          | GLS TPH |
| ------- | -------------------------------- | ------- |
| Num     | Coureur                          | Pos     |
| 121     | Jacob Moe Rasmussen (DEN)        | 23e     |
| 122     | Jimmy Hansen (DEN)               | 80e     |
| 123     | Kristoffer Gudmund Nielsen (DEN) | 110e    |
| 124     | Michael Mørkøv (DEN)             | 68e     |
| 125     | Kasper Jebjerg (DEN)             | 75e     |
| 126     | Anders Lund (DEN)                | 25e     |
| 127     | Lasse Bøchman                    | 78e     |
| 128     | Jonas Aaen Jørgensen (DEN)       | 42e     |

| Glud & Marstrand Horsens GLU | Glud & Marstrand Horsens GLU | Glud & Marstrand Horsens GLU |
| ---------------------------- | ---------------------------- | ---------------------------- |
| Num                          | Coureur                      | Pos                          |
| 131                          | Michael Skelde (DEN)         |                              |
| 132                          | Morten Christiansen (NOR)    | 89e                          |
| 133                          | Jacob Nielsen (DEN)          | 104e                         |
| 134                          | Troels Vinther (DEN)         | 82e                          |
| 135                          | André Steensen (DEN)         |                              |
| 136                          | Roy Hegreberg (NOR)          | 40e                          |
| 137                          | Rune Udby                    | 77e                          |
| 138                          | Michael Berling (DEN)        | 95e                          |

| ColoQuick ___ | ColoQuick ___        | ColoQuick ___ |
| ------------- | -------------------- | ------------- |
| Num           | Coureur              | Pos           |
| 141           | René Jørgensen (DEN) | 74e           |

| Designa Køkken DES | Designa Køkken DES  | Designa Køkken DES |
| ------------------ | ------------------- | ------------------ |
| Num                | Coureur             | Pos                |
| 142                | Michael Reihs (DEN) | 51e                |

| ColoQuick ___ | ColoQuick ___  | ColoQuick ___ |
| ------------- | -------------- | ------------- |
| Num           | Coureur        | Pos           |
| 143           | Michael Larsen | 91e           |

| Designa Køkken DES | Designa Køkken DES         | Designa Køkken DES |
| ------------------ | -------------------------- | ------------------ |
| Num                | Coureur                    | Pos                |
| 144                | Chris Anker Sørensen (DEN) | 15e                |
| 145                | Daniel Foder (DEN)         | 69e                |
| 146                | Jakob Fuglsang (DEN)       | 13e                |
| 147                | Allan Bo Andresen          | 70e                |

| ColoQuick ___ | ColoQuick ___          | ColoQuick ___ |
| ------------- | ---------------------- | ------------- |
| Num           | Coureur                | Pos           |
| 148           | Jens-Erik Madsen (DEN) | 66e           |

| Danemark DEN | Danemark DEN        | Danemark DEN |
| ------------ | ------------------- | ------------ |
| Num          | Coureur             | Pos          |
| 151          | Alex Rasmussen      | 62e          |
| 152          | Casper Jørgensen    | 106e         |
| 153          | Martin Mortensen    | 57e          |
| 154          | Peter Riis Andersen | 17e          |
| 155          | Michael Tronborg    | 79e          |
| 156          | Jacob Kodrup        | 109e         |
| 157          | Nikola Aistrup      | 97e          |
| 158          | Jan Almblad         | 105e         |

| CSC | CSC                     | CSC |
| --- | ----------------------- | --- |
| Num | Coureur                 | Pos |
| 1   | Stuart O'Grady (AUS)    | 2e  |
| 2   | Brian Vandborg (DEN)    | 28e |
| 3   | Fabian Cancellara (SUI) | 1er |
| 4   | Jakob Piil (DEN)        | 73e |
| 5   | Kurt Asle Arvesen (NOR) | 4e  |
| 6   | Allan Johansen (DEN)    | 22e |
| 7   | Lars Bak (DEN)          | 27e |
| 8   | Matti Breschel (DEN)    | 33e |

| T-Mobile TMO | T-Mobile TMO          | T-Mobile TMO |
| ------------ | --------------------- | ------------ |
| Num          | Coureur               | Pos          |
| 11           | Olaf Pollack (GER)    | 63e          |
| 12           | Scott Davis (AUS)     | 45e          |
| 13           | Bastiaan Giling (NED) | 26e          |
| 14           | Sergueï Ivanov (RUS)  |              |
| 15           | Bernhard Kohl (AUT)   | 56e          |
| 17           | Eric Baumann (GER)    | 99e          |
| 18           | Thomas Ziegler (GER)  | 3e           |

| Liquigas LIQ | Liquigas LIQ           | Liquigas LIQ |
| ------------ | ---------------------- | ------------ |
| Num          | Coureur                | Pos          |
| 21           | Magnus Bäckstedt (SWE) | 26e          |
| 23           | Alberto Curtolo (ITA)  | 85e          |
| 24           | Mauro Da Dalto (ITA)   | 37e          |
| 25           | Nicola Loda (ITA)      | 58e          |
| 26           | Vincenzo Nibali (ITA)  | 8e           |
| 27           | Manuel Quinziato (ITA) | 6e           |
| 28           | Marco Righetto (ITA)   | 83e          |

| Davitamon-Lotto DVL | Davitamon-Lotto DVL    | Davitamon-Lotto DVL |
| ------------------- | ---------------------- | ------------------- |
| Num                 | Coureur                | Pos                 |
| 31                  | Cadel Evans (AUS)      | 10e                 |
| 32                  | Olivier Kaisen (BEL)   | 54e                 |
| 33                  | Bert Roesems (BEL)     | 64e                 |
| 34                  | Tom Steels (BEL)       | 55e                 |
| 35                  | Preben Van Hecke (BEL) | 11e                 |
| 36                  | Léon van Bon (NED)     | 87e                 |
| 38                  | Fred Rodriguez (USA)   | 102e                |

| Gerolsteiner GST | Gerolsteiner GST       | Gerolsteiner GST |
| ---------------- | ---------------------- | ---------------- |
| Num              | Coureur                | Pos              |
| 41               | Frank Høj (DEN)        | 12e              |
| 42               | Robert Förster (GER)   | 50e              |
| 43               | Thomas Fothen (GER)    | 32e              |
| 44               | René Haselbacher (AUT) | 7e               |
| 45               | Volker Ordowski (GER)  | 19e              |
| 46               | Sven Krauss (GER)      | 18e              |
| 47               | Matthias Russ (GER)    | 39e              |
| 48               | Michael Rich (GER)     |                  |

| Unibet.com UNI | Unibet.com UNI       | Unibet.com UNI |
| -------------- | -------------------- | -------------- |
| Num            | Coureur              | Pos            |
| 51             | Baden Cooke (AUS)    | 5e             |
| 52             | Glenn Bak            | 61e            |
| 53             | Gorik Gardeyn (BEL)  | 49e            |
| 54             | Jeremy Hunt (GBR)    | 43e            |
| 55             | Geert Omloop (BEL)   | 92e            |
| 56             | Bobbie Traksel (NED) |                |
| 57             | Matthew Wilson (AUS) | 93e            |
| 58             | Marco Zanotti (ITA)  | 47e            |

| Ceramica Panaria-Navigare PAN | Ceramica Panaria-Navigare PAN | Ceramica Panaria-Navigare PAN |
| ----------------------------- | ----------------------------- | ----------------------------- |
| Num                           | Coureur                       | Pos                           |
| 61                            | Paride Grillo (ITA)           |                               |
| 62                            | Brett Lancaster (AUS)         | 100e                          |
| 63                            | Maximiliano Richeze (ARG)     | 44e                           |
| 64                            | Moisés Aldape (MEX)           | 24e                           |
| 65                            | Mirko Allegrini (ITA)         | 34e                           |
| 66                            | Matteo Priamo (ITA)           | 94e                           |
| 67                            | Tiziano Dall'Antonia (ITA)    |                               |
| 68                            | Aitor Galdós (ESP)            |                               |

| Barloworld BAR | Barloworld BAR          | Barloworld BAR |
| -------------- | ----------------------- | -------------- |
| Num            | Coureur                 | Pos            |
| 71             | Igor Astarloa (ESP)     | 52e            |
| 72             | Giosuè Bonomi (ITA)     | 36e            |
| 73             | Diego Caccia (ITA)      | 96e            |
| 74             | Enrico Degano (ITA)     | 86e            |
| 75             | Mauro Facci (ITA)       | 16e            |
| 76             | Rodney Green (RSA)      | 90e            |
| 77             | Jeremy Maartens (RSA)   | 101e           |
| 78             | James Lewis Perry (RSA) | 60e            |

| Chocolade Jacques-Topsport Vlaanderen JAC | Chocolade Jacques-Topsport Vlaanderen JAC | Chocolade Jacques-Topsport Vlaanderen JAC |
| ----------------------------------------- | ----------------------------------------- | ----------------------------------------- |
| Num                                       | Coureur                                   | Pos                                       |
| 81                                        | Glenn D'Hollander (BEL)                   |                                           |
| 82                                        | Kenny Lisabeth (BEL)                      | 46e                                       |
| 83                                        | Kenny Dehaes (BEL)                        | 59e                                       |
| 84                                        | Frederik Willems (BEL)                    | 41e                                       |
| 85                                        | Iljo Keisse (BEL)                         | 20e                                       |
| 86                                        | Bart Vanheule (BEL)                       | 71e                                       |
| 87                                        | Wouter Van Mechelen (BEL)                 | 67e                                       |
| 88                                        | Koen Barbé (BEL)                          |                                           |

| Intel-Action ___ | Intel-Action ___        | Intel-Action ___ |
| ---------------- | ----------------------- | ---------------- |
| Num              | Coureur                 | Pos              |
| 92               | Marcin Osiński (POL)    | 84e              |
| 93               | Dariusz Rudnicki (POL)  | 72e              |
| 94               | Krzysztof Miara (POL)   | 76e              |
| 95               | Krzysztof Kuzniak (POL) | 98e              |
| 96               | Denys Kostyuk (UKR)     | 14e              |
| 97               | Bogdan Bondariew (UKR)  | 65e              |
| 98               | Łukasz Bodnar (POL)     |                  |

| LPR | LPR                       | LPR  |
| --- | ------------------------- | ---- |
| Num | Coureur                   | Pos  |
| 101 | Samuele Marzoli (ITA)     | 103e |
| 102 | Andreas Dietziker (SUI)   | 108e |
| 104 | Mikhaylo Khalilov (UKR)   |      |
| 105 | Yuriy Metlushenko (UKR)   | 107e |
| 106 | Alessandro Maserati (ITA) |      |
| 107 | Roberto Traficante (ITA)  | 48e  |
| 108 | Gene Bates (AUS)          | 21e  |

| Skil-Shimano SKS | Skil-Shimano SKS             | Skil-Shimano SKS |
| ---------------- | ---------------------------- | ---------------- |
| Num              | Coureur                      | Pos              |
| 111              | Aart Vierhouten (NED)        | 35e              |
| 112              | Rik Reinerink (NED)          | 81e              |
| 113              | Piet Rooijakkers (NED)       | 9e               |
| 114              | Maarten Tjallingii (NED)     | 30e              |
| 115              | Paul Martens (GER)           | 38e              |
| 116              | René Weissinger (GER)        | 31e              |
| 117              | Kenny van Hummel (NED)       | 53e              |
| 118              | Christoph Meschenmoser (GER) | 88e              |

| GLS TPH | GLS TPH                          | GLS TPH |
| ------- | -------------------------------- | ------- |
| Num     | Coureur                          | Pos     |
| 121     | Jacob Moe Rasmussen (DEN)        | 23e     |
| 122     | Jimmy Hansen (DEN)               | 80e     |
| 123     | Kristoffer Gudmund Nielsen (DEN) | 110e    |
| 124     | Michael Mørkøv (DEN)             | 68e     |
| 125     | Kasper Jebjerg (DEN)             | 75e     |
| 126     | Anders Lund (DEN)                | 25e     |
| 127     | Lasse Bøchman                    | 78e     |
| 128     | Jonas Aaen Jørgensen (DEN)       | 42e     |

| Glud & Marstrand Horsens GLU | Glud & Marstrand Horsens GLU | Glud & Marstrand Horsens GLU |
| ---------------------------- | ---------------------------- | ---------------------------- |
| Num                          | Coureur                      | Pos                          |
| 131                          | Michael Skelde (DEN)         |                              |
| 132                          | Morten Christiansen (NOR)    | 89e                          |
| 133                          | Jacob Nielsen (DEN)          | 104e                         |
| 134                          | Troels Vinther (DEN)         | 82e                          |
| 135                          | André Steensen (DEN)         |                              |
| 136                          | Roy Hegreberg (NOR)          | 40e                          |
| 137                          | Rune Udby                    | 77e                          |
| 138                          | Michael Berling (DEN)        | 95e                          |

| ColoQuick ___ | ColoQuick ___        | ColoQuick ___ |
| ------------- | -------------------- | ------------- |
| Num           | Coureur              | Pos           |
| 141           | René Jørgensen (DEN) | 74e           |

| Designa Køkken DES | Designa Køkken DES  | Designa Køkken DES |
| ------------------ | ------------------- | ------------------ |
| Num                | Coureur             | Pos                |
| 142                | Michael Reihs (DEN) | 51e                |

| ColoQuick ___ | ColoQuick ___  | ColoQuick ___ |
| ------------- | -------------- | ------------- |
| Num           | Coureur        | Pos           |
| 143           | Michael Larsen | 91e           |

| Designa Køkken DES | Designa Køkken DES         | Designa Køkken DES |
| ------------------ | -------------------------- | ------------------ |
| Num                | Coureur                    | Pos                |
| 144                | Chris Anker Sørensen (DEN) | 15e                |
| 145                | Daniel Foder (DEN)         | 69e                |
| 146                | Jakob Fuglsang (DEN)       | 13e                |
| 147                | Allan Bo Andresen          | 70e                |

| ColoQuick ___ | ColoQuick ___          | ColoQuick ___ |
| ------------- | ---------------------- | ------------- |
| Num           | Coureur                | Pos           |
| 148           | Jens-Erik Madsen (DEN) | 66e           |

| Danemark DEN | Danemark DEN        | Danemark DEN |
| ------------ | ------------------- | ------------ |
| Num          | Coureur             | Pos          |
| 151          | Alex Rasmussen      | 62e          |
| 152          | Casper Jørgensen    | 106e         |
| 153          | Martin Mortensen    | 57e          |
| 154          | Peter Riis Andersen | 17e          |
| 155          | Michael Tronborg    | 79e          |
| 156          | Jacob Kodrup        | 109e         |
| 157          | Nikola Aistrup      | 97e          |
| 158          | Jan Almblad         | 105e         |